# マッテオ・ラボッティーニ
マッテオ・ラボッティーニ（Matteo Rabottini、1987年8月14日 - ）は、イタリア、ペスカーラ出身の自転車競技（ロードレース）選手。

## 来歴
2009年
- イタリア選手権 U23個人ロードレース 優勝

2010年
- ジロビオ（ベビージロ）区間1勝

2011年
- ツアー・オブ・ターキー 区間1勝

2012年
- ジロ・デ・イタリア
  -  山岳賞
  - 区間1勝(第15)
- ツアー・オブ・スロベニア 総合5位
- コッパ・サバティーニ 3位
- グラン・プレミオ・ブルーノ・ベゲッリ 3位

2014年8月にEPOを使用したドーピングが発覚してこれを認めた為、2014年8月から2016年5月まで出場停止処分を受ける。
復帰後はクロアチア籍のコンチネンタルチームであるメレディアナ・カメンに所属する。